# لوسیل گلیسون
لوسیل گلیسون (انگلیسی: Lucile Gleason؛ ۶ فوریه ۱۸۸۸ – ۱۸ مه ۱۹۴۷) بازیگر اهل ایالات متحده آمریکا بود.
از فیلم‌هایی که وی در آن‌ها نقش داشته‌است، می‌توان به نمایش نمایش‌ها، ساعت، بانوی اول و خانم برادفورد سابق اشاره نمود.